# Catishtic
Catishtic är en ort i Mexiko.   Den ligger i kommunen Chamula och delstaten Chiapas, i den sydöstra delen av landet, 700 km öster om huvudstaden Mexico City. Catishtic ligger 2 247 meter över havet och antalet invånare är 1 319.
Terrängen runt Catishtic är lite bergig. Runt Catishtic är det tätbefolkat, med 550 invånare per kvadratkilometer. Närmaste större samhälle är San Cristóbal de las Casas, 11,6 km sydost om Catishtic. I omgivningarna runt Catishtic växer huvudsakligen savannskog.